# Alcalá de Henares
Alcalá de Henares ist eine Stadt in der Comunidad de Madrid (Spanien). Sie hieß in der Römerzeit Complutum. Die 1499 gegründete historische Universität Alcalá, eine der bedeutendsten Universitäten Europas, wurde im Jahre 1836 nach Madrid verlegt. Die Gebäude dieser Universität und das historische Zentrum der Stadt Alcalá de Henares wurden 1998 in die Liste des Weltkulturerbes der UNESCO aufgenommen. Der Name der Stadt leitet sich aus dem Arabischen ab (arabisch القلعة, DMG al-Qalʿa ‚die Burg, Festung‘) sowie vom Henares, dem durch die Stadt fließenden Fluss. Die Stadt zählt 200.702 Einwohner (Stand: 2024) und liegt am östlichen Rand der Agglomeration Madrid (Área Metropolitana de Madrid mit 5,4 Mio. Einwohnern). Sie ist seit 1991 Sitz eines römisch-katholischen Bischofs.
Die Einwohner Alcalás nennen sich Alcalaínos oder, nach „Complutum“, dem Namen, den die Stadt zur Römerzeit trug, Complutenses.

## Geschichte
Im ersten Jahrhundert nach Christus gründeten die Römer im Tal des Henares eine Siedlung, der sie den Namen Complutum gaben. Die Stadt erblühte, weil sie an der Straße zwischen Mérida und Saragossa einen wichtigen Wegpunkt darstellte, und zählte über 10.000 Einwohner. 711 bei der Eroberung durch die maurischen Berbervölker wurde die jetzt christliche Stadt nicht eingenommen. Es entstand eine von Muslimen erbaute Festung auf der anderen Seite des Henares, die über 400 Jahre in relativ friedlicher Nachbarschaft mit der von Christen bewohnten Siedlung bestand. Im Jahr 1118 eroberte der Erzbischof von Toledo Bernardo de Sedirac die muslimische Siedlung. Alcalá erhielt im Jahre 1184 Stadtrechte. Es entwickelte sich eine große jüdische Gemeinde. Sie zählte Mitte des 15. Jahrhunderts über hundert Familien.
Im Jahr 1499 gründete Francisco Jiménez de Cisneros, Erzbischof von Toledo, zu dessen Erzdiözese die Stadt Alcalá de Henares damals gehörte, dort eine Universität. Zusammen mit dem Gebäude des Colegio Mayor ließ Cisneros ab 1499 sechs Colegios Menores errichten. Die Colegios waren der Teil der Universität, in dem die Studenten, die die Vorlesungen der verschiedenen Lehrstühle besuchten, wohnten und lernten. Weitere Colegios wurden unter der Schirmherrschaft der Könige und verschiedener Adliger gegründet. Einige religiöse Orden errichteten in Alcalá de Henares Konvente, die in enger Zusammenarbeit mit der Universität die Ausbildung der Ordensmitglieder übernahmen. So entstand in der Renaissance eine Universitätsstadt innerhalb und neben der mittelalterlichen Stadt.
Im Rahmen der Desamortisation in Spanien wurden 1835 auch die Klöster und Colegios in Alcalá de Henares aufgelöst und die Gebäude in Staatseigentum überführt und verkauft. Ein Teil der Einrichtung und die Verwaltung der Universität wurden 1836 nach Madrid verlegt. Die Universität Complutense Madrid (Complutense abgeleitet aus dem lateinischen Namen Alcalás) sieht sich seit 1970 als historischer Nachfolgerin der „alten“ Universität von Alcalá de Henares.
Im Rahmen der Verwaltungsreform von 1821 wurde das benachbarte Guadalajara zur Provinzhauptstadt bestimmt.
Alcalá de Henares wurde somit zum eher unbedeutenden Marktflecken zwischen der Hauptstadt und Zaragoza. Die Stadt verlor die Hälfte ihrer Einwohner.
Während des Spanischen Bürgerkrieges wurde der POUM-Führer Andreu Nin nach Alcalá de Henares verschleppt und von NKWD-Agenten vom 18. bis zum 21. Juni 1937 gefoltert. Nennenswerter Bevölkerungswachstum setzte erst mit dem Aufstieg des Großraum Madrids und dem Ende der Franco-Diktatur ein.
Im Jahr 1977 wurde eine neue Universidad de Alcalá de Henares gegründet, die ab 1978 vollkommen unabhängig war. Im Jahr 2014 nutzte die neue Universität 15 der Gebäude, die zwischen 1499 und 1836 für die alte Universität erbaut wurden.

## Miguel de Cervantes
Am 9. Oktober 1547 wurde der Schriftsteller Miguel de Cervantes Saavedra in der Gemeindekirche Santa María la Mayor in Alcalá de Henares getauft. Es wird angenommen, dass er am 29. September 1547 in der Stadt geboren wurde. Zwischen 1608 und 1615 hat er sich gelegentlich wieder kurzzeitig in Alcalá de Henares aufgehalten. Das 1952 wiederentdeckte Geburtshaus, in dem Cervantes seine ersten vier Lebensjahre verbrachte, ist heute eine Touristenattraktion und beherbergt das meistbesuchte Museum innerhalb der Autonomen Gemeinschaft Madrid. Auch in der Kirche, in der er getauft wurde, erinnert eine Ausstellung an Miguel de Cervantes. Das originale Taufbuch, in dem Miguel de Cervantes verzeichnet ist, überstand den Brand der Kirche während des Spanischen Bürgerkrieges in einem Versteck und wird heute im Rathaus der Stadt aufbewahrt. Am 9. Oktober, seinem Tauftag, feiert Alcalá de Henares sein wichtigstes Stadtfest zu seinen Ehren.
Der Premio Miguel de Cervantes gilt als der wichtigste Literaturpreis in der spanischsprechenden Welt. Seit 1977 übergibt der spanische König der Preisträgerin oder dem Preisträger diesen Preis jedes Jahr am 23. April im Festsaal des Colegio Mayor San Ildefonso.

## Sehenswürdigkeiten

Universität von Alcalá

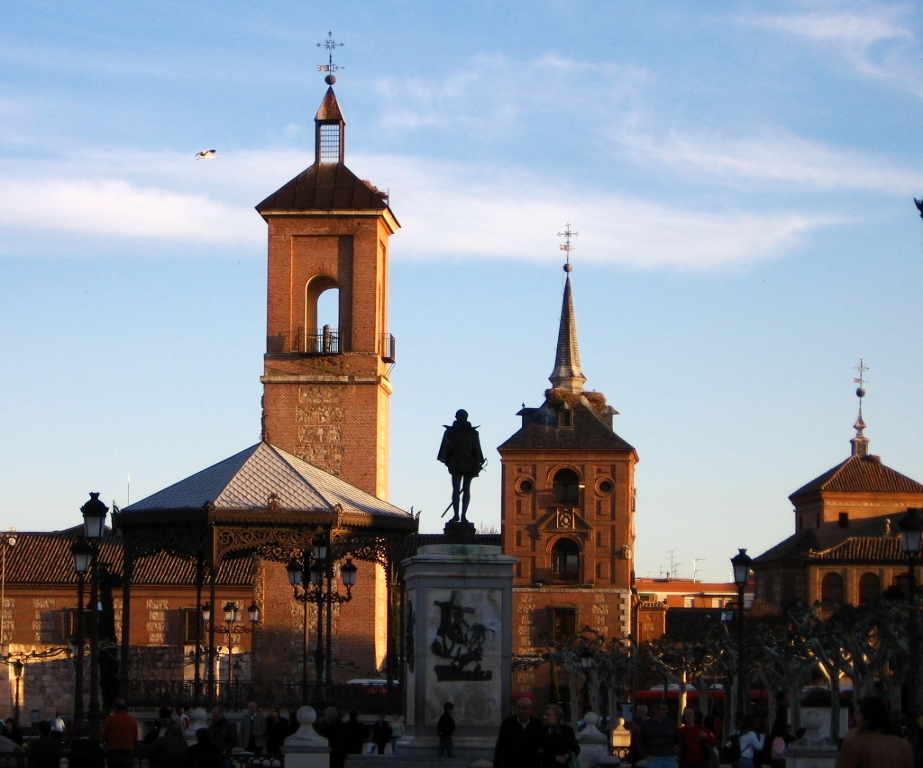
Plaza de Cervantes am Abend

Das Geburtshaus des Dichters Miguel de Cervantes gehört zu den großen Sehenswürdigkeiten der Stadt. Weitere Sehenswürdigkeiten sind die vielen religiösen Gebäude, allen voran die Kathedrale an der Plaza de los Santos Niños, sowie weitere Kirchen, Kapellen, Klöster etc. Lange Zeit waren in vielen historischen Gebäuden die Kasernen der Fallschirmspringer-Brigade untergebracht. Heute sind bzw. werden diese Gebäude für die Fakultäten der Universität renoviert. Auf den Türmen der Stadt nisten viele Störche, die seit einigen Jahren ganzjährig in Alcalá bleiben.
- Hauptgebäude der Universität mit der Fassade des Colegio Mayor de San Ildefonso in Alcalá de Henares (Plateresker Stil)
- Geburtshaus von Miguel de Cervantes
- Kathedrale (La Magistral an Plaza de los Santos Niños)
- Corral de Comedias (Plaza Cervantes, altes Theatergebäude)
- Teatro Salón Cervantes
- Palacio Arzobispal (Erzbischöflicher Palast)
- Calle Mayor (zwischen Plaza Cervantes und Plaza Santos Niños, mit vor Hitze und Regen schützenden Arkaden)
- Botanischer Garten (Neues Uni-Gelände)
- Arboretum (im Westteil der Stadt)
- Parque O’Donnell
- Puerta de Madrid (Stadttor)
- Alte Stadtmauer
- Archäologische Funde
- La Cupula Restaurante (Restaurant in ehemal. Kloster)
- Eine große Zahl kleinerer Kirchen, Klöster usw.

## Verkehr
Mit dem 28 km entfernten Madrid ist Alcalá durch eine S-Bahn-ähnliche Nahverkehrszug-Strecke (Cercanías C-2, C-7, C-8) verbunden, die am 11. März 2004 Schauplatz der verheerenden Madrider Zuganschläge wurde. Die 13 Bomben wurden vermutlich am Bahnhof von Alcalá in den Zügen platziert.
Alternativ gibt es Buslinien, die Alcalá mit Madrid verbinden. Die Überlandbusse fahren in Madrid alle vom unterirdischen U- und Busbahnhof von der Avenida de América ab. Sie haben die Nummern 223 (Alcalá), 227 (Universidad) und 229 (V.(irgen) del Val). Auch nachts ist es möglich, von Madrid nach Alcalá und zurück zu kommen. Es gibt eine spezielle Nachtlinie (N202) mit denselben Haltestellen wie die Linie 223, die auch durch Torrejón de Ardoz fährt.

## Sport
Die Vereine Club Deportivo Cajamadrid und Club Juventud Alcalá spielten in der höchsten spanischen Handballliga, Club Deportivo Cajamadrid auch in der höchsten spanischen Basketballliga.

## Partnerstädte
Alcalá hat neun Partnerstädte:
| Stadt        | Land               | seit |
| ------------ | ------------------ | ---- |
| Alajuela     | Costa Rica         | 2011 |
| Alba Iulia   | Rumänien           | 2005 |
| Azul         | Argentinien        | 2011 |
| Fort Collins | Vereinigte Staaten | 1995 |
| Guanajuato   | Mexiko             |      |
| Lublin       | Polen              | 2001 |
| Peterborough | Großbritannien     | 1986 |
| San Diego    | Vereinigte Staaten | 1982 |
| Talence      | Frankreich         | 1985 |

## Söhne und Töchter der Stadt
- Juan Ruiz (um 1283–um 1350), Dichter
- Didakus von Alcalá (um 1400–1463), Mönch und Heiliger
- Katharina von Aragón (1485–1536), erste Frau Heinrichs VIII., Königin von England
- Ferdinand I. (1503–1564), Kaiser des Heiligen Römischen Reichs und König von Böhmen und Ungarn
- Miguel de Cervantes (nicht gesichert; 1547–1616), Schriftsteller
- Manuel Azaña y Díaz (1880–1940), Politiker und Schriftsteller, Kriegsminister, Präsident der Regierung und Staatspräsident in der 2. Spanischen Republik.
- Demetrio Lozano (* 1975), Handballspieler
- Carlos del Cerro Grande (* 1976), Fußballschiedsrichter
- Daniel Diges (* 1981), Schauspieler und Sänger
- Alberto Malagón Amate (* 1988), Fußballspieler
- Álex Fernández (* 1992), Fußballspieler
- Pedro Obiang (* 1992), Fußballspieler
- Alberto Díaz Hernández (* 2000), Handballspieler
- Adriana Cerezo (* 2003), Taekwondoin